# Hiltrud Hauschke
Hiltrud Hauschke (* 1942) ist eine deutsche Tänzerin, Pantomimin und Schauspielerin.

## Leben

### Ausbildung
Hiltrud Hauschke absolvierte eine Ausbildung zur Tänzerin, zunächst von 1963 bis 1965 an der Musikhochschule Frankfurt (Tanzabteilung), anschließend dann von 1965 bis 1967 an der Hochschule für Musik und Theater Hannover (Tanzabteilung). Von 1967 bis 1971 studierte sie an der Folkwang-Hochschule in Essen im Hauptfach Pantomime.
Von 1971 bis 1972 besuchte sie die Theaterschule Jacques Lecoq (École Jacques Lecoq) in Paris. Ihre Schauspielausbildung machte sie in den Jahren 1981 und 1982 am Schauspiel-Studio Haller in Heidelberg.

### Bühnenkarriere
Hauschke begann 1964 ihre Bühnenlaufbahn als Tänzerin, noch während ihres Studiums, am Schauspiel Frankfurt (als Hexe in einer Schauspielinszenierung von Faust I). Weitere Bühnenstationen als Tänzerin waren das Opernhaus Hannover, die Festspiele Herrenhausen (beide 1966), der Circus Krone in München (1967, mit Tournee) die Deutsche Oper am Rhein in Düsseldorf (1968–1970). Ab Anfang der 1970er Jahre widmete sie sich verstärkt der Pantomime. Sie unternahm mehrere Tourneen als Pantomimin, u. a. 1972 mit dem Tournee-Theater Grabowski.
Als Schauspielerin gastierte sie 1974 bei den Ruhrfestspielen Recklinghausen als Hexe in Macbeth (Regie: Hansgünther Heyme). Weitere Bühnenengagements als Schauspielerin hatte sie u. a. beim „Corona-Ensemble München“ (1976), an den Städtischen Bühnen Krefeld (1981), bei den Kreuzgangspielen Feuchtwangen (1982, 1983 und 1986), am Staatstheater Oldenburg (Spielzeit 1985/86, später noch einmal 1988), am Schauspiel Frankfurt (Spielzeit 2007/08, in Ich bin nur vorübergehend hier von Tankred Dorst) und am Opernhaus Frankfurt (2011, als alte Marie in Die tote Stadt, Regie: Anselm Weber).
Zwischen 2002 und 2013 trat sie mit zahlreichen eigenen Bühnenprogrammen als Pantomimin auf. 2012, 2013/14 und 2016/17 gastierte sie bei der „Jungen Bühne Schlangenbad“ als Schauspielerin. 2012 spielte sie dort die Rolle der Frau Staar in dem Musical Sabine, sei sittsam von Frank Kolar. In der Saison 2013/14 trat sie bei der „Jungen Bühne Schlangenbad“ in dem Zwei-Personen-Stück Luise und Mathilde – Die Büchnerschwestern auf; mit dieser Produktion gastierte sie im Januar/Februar 2014 auch im Kellertheater Frankfurt. Im Juni/Juli 2014 spielte sie außerdem in der Eschenheimer Anlage in dem Freilufttheaterstück Zwietracht am Brunnen. Im April/Mai 2017 spielte Hauschke bei der „Jungen Bühne Schlangenbad“ in der Produktion Die Nächte der Schwestern Brontë.
Hauschke tritt außerdem als Rezitatorin auf.

### Dozentin und Regisseurin
Seit Mitte der 1970er Jahre arbeitete Hauschke außerdem regelmäßig als Dozentin und Lehrerin. Sie leitete Seminare und Workshops für Körpertraining, Mimentechnik, Maskenspiel und Commedia dell’arte. In den Jahren 1975 und 1976 unterrichtete sie in München an der Schauspielschule Zerboni und am Schauspielstudio Gmelin die Fächer Körpertraining, Improvisation und Mimentechnik. Von 1983 bis 1989 war sie am Oldenburgischen Staatstheater als Inspizientin für Schauspiel, von 1989 bis 2002 dann am Hessischen Staatstheater Wiesbaden als Inspizientin für Schauspiel (und teilweise auch für Musiktheater) tätig. Von 2002 bis 2007 gab sie regelmäßig Pantomimenkurse an verschiedenen Volkshochschulen im Main-Taunus-Kreis.
1976 führte sie Regie bei der Commedia dell’arte L’Amfiparnaso von Orazio Vecchi, einer Madrigalkomödie aus dem 16. Jahrhundert mit Chor, Musikern und Pantomimen (Musikalische Ltg.: Johannes Hömberg, Musikhochschule Köln). Die Produktion wurde in einer vom Goethe-Institut organisierten Tournee auch in Holland, Belgien und an verschiedenen Orten in Deutschland gezeigt.

### Film und Fernsehen
Hauschke arbeitete gelegentlich auch für den Film und das Fernsehen. In den 1990er Jahren wirkte sie in mehreren Filmprojekten der Filmakademie Baden-Württemberg mit. Ab 2001 arbeitete Hauschke auch für das Fernsehen. 
In dem Fernsehfilm Matthiesens Töchter (Erstausstrahlung: April 2016) spielte sie, an der Seite von Alexander Beyer, die demente Oma Hagemann, die kein Federball mag. In der ZDF-Krimiserie Ein Fall für zwei war sie im Oktober/November 2016 in zwei Folgen als Else, die kranke und geistig verwirrte Mutter des Privatdetektivs Leo Oswald (Wanja Mues), zu sehen. In der 6-teiligen ZDFneo-Serie Tempel (Erstausstrahlung: ab November 2016) hatte sie in den ersten drei Folgen eine wiederkehrende Serienrolle als todkranke, pflegebedürftige und „vom Krebs gezeichnete“ Patientin Frau Lada, die ihren Altenpfleger Mark Tempel (Ken Duken) bittet, ihr beim Sterben zu helfen.
Im November 2017 war Hauschke, gemeinsam mit Friederike Frerichs als Partnerin, in der ZDF-Fernsehserie Notruf Hafenkante in einer Episodenhauptrolle zu sehen; sie spielte Lotte Oswald, die sich gemeinsam mit ihrer Nachbarin an einem Pflegebetrug beteiligt, um ihre kleine Rente aufzubessern. Im Bremer Tatort: Im toten Winkel (Erstausstrahlung: März 2018) verkörperte Hauschke die demenzkranke und Intensivpflege benötigende Patientin Thea Jansen.

### Privates
Hauschke lebt in Schlangenbad im Rheingau-Taunus-Kreis, westlich von Wiesbaden.

## Filmografie (Auswahl)
- 1995: Rattenfang (Filmakademie Baden-Württemberg)
- 1996: Sturm im Anzug (Filmakademie Baden-Württemberg)
- 2001: Ein Fall für zwei: Tod eines Models (Fernsehserie, eine Folge)
- 2002: Die Fallers (Fernsehserie, eine Folge)
- 2013: Zeit der Helden (Fernsehserie, Serienrolle)
- 2015: Begierde – Mord im Zeichen des Zen (Fernsehfilm)
- 2016: Matthiesens Töchter (Fernsehfilm)
- 2016: Ein Fall für zwei (Fernsehserie, zwei Folgen)
- 2016: Tempel (Fernsehserie, drei Folgen)
- 2017: Notruf Hafenkante: Schweigen ist Gold (Fernsehserie, eine Folge)
- 2018: Der Staatsanwalt: Vollstreckt (Fernsehserie, eine Folge)
- 2018: Tatort: Im toten Winkel (Fernsehreihe)
- 2020: Max und die wilde 7 (Kinofilm)
- 2021: Der Staatsanwalt: Gelöscht (Fernsehserie, eine Folge)